# Козиковское сельское поселение
Козиковское сельское поселение — муниципальное образование (сельское поселение) в составе Юринского района Марий Эл Российской Федерации. Административный центр поселения — посёлок Козиково.

## История
Статус и границы сельского поселения установлены Законом Республики Марий Эл от 18 июня 2004 года № 15-З «О статусе, границах и составе муниципальных районов, городских округов в Республике Марий Эл».

## Численность населения поселения
| 2010 | 2011 | 2012 | 2013 | 2014 | 2015 | 2016 |
| ---- | ---- | ---- | ---- | ---- | ---- | ---- |
| 486  | →486 | ↘479 | ↘462 | ↘433 | ↘409 | ↘395 |
| 2017 | 2018 | 2019 | 2020 | 2021 | 2023 |      |
| ↘367 | ↘353 | ↘335 | ↘326 | ↘304 | ↘285 |      |

## Состав поселения
В состав сельского поселения входят 3 посёлка, 1 выселок и 2 деревни:
| № | Населённый пункт | Тип населённого пункта          | Население |
| - | ---------------- | ------------------------------- | --------- |
| 1 | Козиково         | посёлок, административный центр | 403       |
| 2 | Вознесенка       | деревня                         | 23        |
| 3 | Кузьмино         | посёлок                         | 18        |
| 4 | Кузьмино         | деревня                         | 42        |
| 5 | Кумский          | выселок                         | 0         |
| 6 | Шушманка         | посёлок                         | 0         |